# 季夫諾戈爾斯克
季夫諾戈爾斯克（俄語：Дивногорск，羅馬化：Divnogorsk，IPA：[dʲɪvnɐˈgorsk]）是俄羅斯克拉斯諾亞爾斯克邊疆區的一個城市，位於區府克拉斯諾亞爾斯克東南20公里的葉尼塞河畔。2002年人口30,137人。
1957年建立。1963年設市。